# Godzilla: Tokyo S.O.S.
Godzilla: Tokyo S.O.S. är en japansk film från 2003 regisserad av Masaaki Tezuka. Det är den tjugosjunde filmen om det klassiska filmmonstret Godzilla.

## Handling
42 år efter sitt första besök i Tokyo återvänder Mothra för att varna mänskligheten att de måste returnera Mechagodzilla, tillsammans med Godzillas ben, till havet för de döda får inte störas. Görs inte detta kommer det att bli konsekvenser. Hursomhelst, Godzilla är åter på scenen och Mechagodzilla är Japans enda försvar.

## Om filmen
Filmen är inspelad i Shibaparken i Tokyo. Den hade världspremiär vid filmfestivalen i Tokyo den 3 november 2003 och har inte haft svensk premiär.

## Rollista (komplett)
- Noboru Kaneko - Yoshito Chûjô
- Miho Yoshioka - Azusa Kisaragi
- Mitsuki Koga - Kyôsuke Akiba
- Hiroshi Koizumi - Shin'ichi Chûjô
- Akira Nakao - Hayato Igarashi
- Kôichi Ueda - general Dobashi
- Koh Takasugi - löjtnant Togashi
- Masami Nagasawa - Shobijin
- Chihiro Ôtsuka - Shobijin
- Takeo Nakahara - Hitoyanagi
- Norman England - seregant Woodyard
- Naomasa Rokudaira - Gorô Kanno
- Yumiko Shaku - Akane Yashiro
- Yûsuke Tomoi - löjtnant Hayama
- Tsutomu Kitagawa - Godzilla
- Motokuni Nakagawa - Mechagodzilla